# Habitatge al carrer del Carme, 4 (Vinyols i els Arcs)
L'Habitatge al carrer del Carme, 4 és una obra de Vinyols i els Arcs (Baix Camp) protegida com a Bé Cultural d'Interès Local.

## Descripció
Casa entre mitgeres de planta baixa i dos pisos amb teulada a doble vessant i el carener paral·lel a la façana principal. A la planta baixa s'obre una gran porta d'arc de mig punt rebaixat adovellada. Al primer pis hi ha un balcó i a l'últim pis s'obren una finestra allindada amb l'ampit motllurat. Destaca el ràfec, construït a partir de tres fileres de teules pintades.